# Rembów (województwo świętokrzyskie)
Rembów – wieś (dawniej miasto) w Polsce położona w województwie świętokrzyskim, w powiecie kieleckim, w gminie Raków.
Rembów uzyskał lokację miejską w 1588 roku, zdegradowany po 1607 roku. Do 1954 roku siedziba gminy Rembów. W latach 1975–1998 miejscowość położona była w województwie kieleckim.

## Części wsi
| SIMC    | Nazwa        | Rodzaj    |
| ------- | ------------ | --------- |
| 0265939 | Grunwaldów   | część wsi |
| 0265945 | Nowy Rembów  | część wsi |
| 0265951 | Podgrodzie   | część wsi |
| 0265974 | Stary Rembów | część wsi |

## Historia
Rembów założony został w drugiej połowie XVI w. na gruntach wsi Podgrodzie. Założycielem miasta, podobnie jak sąsiedniego Rakowa był Jan Sienieński. Początkowo osada nazywana była Wrębowem. Rembów uzyskał prawa miejskie 10 lutego 1588 r. Jednakże jako miasto funkcjonował dość krótko.

## Zabytki
- Ruiny zamku rycerskiego z XVI w., wzniesionego prawdopodobnie przez założycieli miasta, rodzinę Sienieńskich. Zamek wybudowano z kamienia na planie nieregularnym. Brama wjazdowa znajdowała się po stronie wschodniej. Dojazd prowadził przez podwójną fosę. W północno-wschodnim narożniku, w obrębie murów, znajdowała się wieża. Zabudowania mieszkalne ulokowane były po zachodniej stronie dziedzińca[8].

Wpisane do rejestru zabytków nieruchomych (nr rej.: A.457 z 27.04.1984).
- Dwór z XVII w. oraz pozostałości parku (nr rej.: A.458/1-2 z 28.04.1984)[9].